# Werner Ruttkus

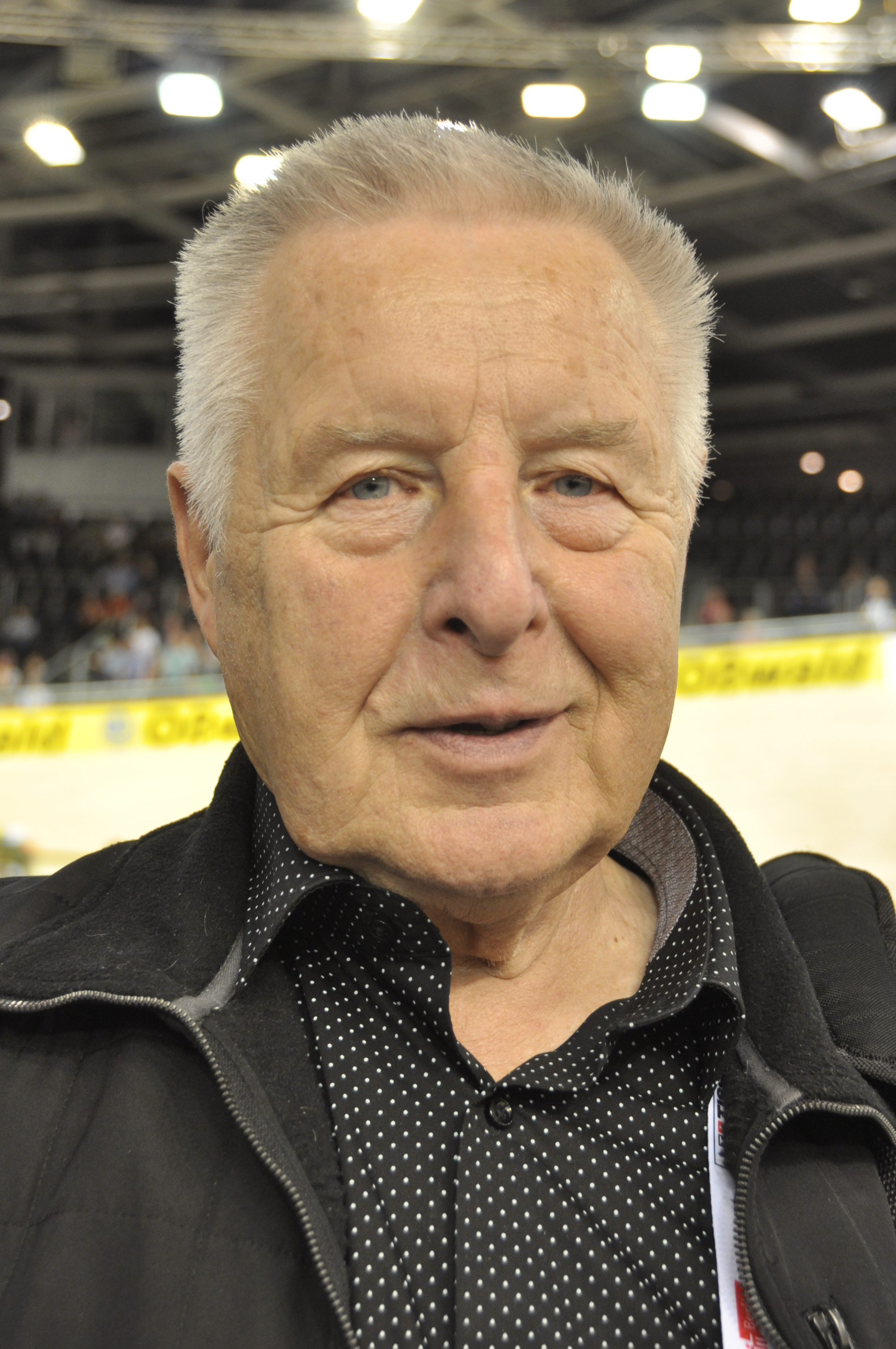
Werner Ruttkus (2018)

Werner Ruttkus (* 27. August 1943 in Berlin) ist ein deutscher Sportjournalist.
In seiner Jugend war Werner Ruttkus, der den Beruf eines Werkzeugmachers lernte, selbst als Radrennfahrer aktiv in der SG Semper. Sein größter Erfolg war ein fünfter Platz im Zweier-Mannschaftsfahren bei DDR-Bahnmeisterschaften.
Später arbeitete Ruttkus als Journalist für die Zeitungen Der Radsportler und das Deutsche Sportecho. Ab Mitte der 1990er Jahre war er als freier Journalist tätig und gehörte zu den Organisations-Teams der Bahn-Europameisterschaften 1997 sowie eines Laufs des Bahnrad-Weltcups 1998, beide im Berliner Velodrom. Von 1996 bis 2010 war er Pressesprecher des Berliner Sechstagerennens.
2009 eröffnete Werner Ruttkus ein Radsportmuseum in Wünsdorf, das Ende 2012 aus finanziellen Gründen schließen musste. Inzwischen beherbergt er das kleine Privatmuseum „Speichensport-Galerie“ in seinem Wohnhaus. Im Oktober 2018 gehörte er zu den Mitbegründern des Rad-Clubs Berlin-Brandenburg – Freundeskreis ehemaliger Radrennfahrer.

## Publikationen
- Komitees der Armeesportvereinigung Vorwärts (Hrsg.): 25 Jahre ASV. Militärverlag der DDR, 1981, OCLC 718917547.
- Mit Wolfgang Schoppe: Im Glanz und Schatten des Regenbogens. Ein Rückblick auf die Rad-Weltmeisterschaften im Rennsport, die seit 1895 in ganz Deutschland durchgeführt wurden. Eigenverlag Werner Ruttkus, Wünsdorf 2000, ISBN 3-00-005315-8 (mit Fotos von Hans-Alfred Roth).
- Mit Otto Friedrich: 100 Jahre Forster Radrennbahn & Radsport in Forst. Hrsg.: Stadt Forst. Forst (Lausitz) 2006, ISBN 3-00-018303-5.
- Mit Wolfgang Schoppe: 125 Jahre Tritt um Tritt. Aus 13 Jahrzehnten Geschichte des Bundes Deutscher Radfahrer. Pegasus et Partner, Füssen 2011, ISBN 978-3-929371-23-9.
- Mit Wolfgang Schoppe: Rundenkreisel & Berliner Luft. Auf den Spuren des Berliner Sechstagerennens. Berlin 2012.